# Dennis Haysbert
Dennis Dexter Haysbert (San Mateo, 2 giugno 1954) è un attore statunitense.

## Biografia
Dennis Haysbert nasce in California, ottavo di nove figli, da Gladys Minor e Charles Haysbert. Studia alla San Mateo High School, dove si distingue come un buon giocatore di football. Alto 194 cm, ottiene una borsa di studio in ginnastica, ma decide di intraprendere un'altra strada, studiando recitazione presso l'Accademia Americana di Arti Drammatiche.
Il debutto di Haysbert come attore risale al 1979, quando partecipa ad un episodio della serie tv Time Out; in seguito intraprende una lunga gavetta televisiva, che lo porta a partecipare alle più note serie tv degli anni ottanta, come Laverne & Shirley, A-Team, Dallas, Genitori in blue jeans e molte altre. Il suo debutto cinematografico avviene nel film Major League - La squadra più scassata della lega. Successivamente recita nei film Navy Seals - Pagati per morire, Campione per forza, Heat - La sfida, Donne, Potere assoluto, Il tredicesimo piano e Destini incrociati.
Nonostante questa ricca carriera alle spalle, la vera notorietà per Dennis Haysbert arriva solo nel 2001, grazie all'interpretazione del senatore David Palmer nella serie televisiva 24, che gli regalerà una grandissima popolarità (curiosamente, nel corso delle stagioni il suo personaggio verrà eletto come il primo Presidente degli Stati Uniti afroamericano, "prevedendo" di fatto con qualche anno di anticipo l'elezione di Barack Obama). Nel 2002 recita al fianco di Julianne Moore nel film di Todd Haynes Lontano dal paradiso, mentre dal 2006 al 2009 è uno dei protagonisti della serie televisiva The Unit. Nel 2007 interpreta Nelson Mandela nel film di Bille August Il colore della libertà - Goodbye Bafana. Nel 2020 interpreta Dio nella serie televisiva statunitense  Lucifer.

## Vita privata
Dennis Haysbert è stato sposato due volte: la prima, dal 1980 al 1984, con Elena Simms, mentre la seconda, dal 1989 al 2001, con l'attrice Lynn Griffith. Con quest'ultima Haysbert ha avuto due figli, Charles e Katharine.

## Filmografia

### Cinema
- Major League - La squadra più scassata della lega (Major League), regia di David S. Ward (1989)
- Navy Seals - Pagati per morire (Navy Seals), regia di Lewis Teague (1990)
- Campione per forza (Mr. Baseball), regia di Fred Schepisi (1992)
- Due sconosciuti, un destino (Love Field), regia di Jonathan Kaplan (1993)
- Suture, regia di Scott McGehee e David Siegel (1993)
- Major League - La rivincita (Major League II), regia di David S. Ward (1994)
- Heat - La sfida (Heat), regia di Michael Mann (1995)
- Donne - Waiting to Exhale (Waiting to Exhale), regia di Forest Whitaker (1995)
- Amanda, regia di Bobby Roth (1996)
- Potere assoluto (Absolute Power), regia di Clint Eastwood (1997)
- Major League - La grande sfida (Major League: Back to the Minors), regia di John Warren (1998)
- The Killer - Ritratto di un assassino, regia di Hampton Fancher (1999)
- Il tredicesimo piano (The Thirteenth Floor), regia di Josef Rusnak (1999)
- Destini incrociati (Random Hearts), regia di Sydney Pollack (1999)
- What's Cooking?, regia di Gurinder Chadha (2000)
- Love & Basketball, regia di Gina Prince-Bythewood (2000)
- Lontano dal paradiso (Far from Heaven), regia di Todd Haynes (2002)
- Jarhead, regia di Sam Mendes (2005)
- Il colore della libertà - Goodbye Bafana (Goodbye Bafana), regia di Bille August (2007)
- Breach - L'infiltrato (Breach), regia di Billy Ray (2007)
- The Details, regia di Jacob Aaron Estes (2011)
- Battledogs, regia di Alexander Yellen (2013)
- Benvenuti nella giungla, regia di Rob Meltzer (2013)
- Dear White People, regia di Justin Simien (2014)
- La guerra dei sessi - Think Like a Man Too (Think Like a Man Too), regia di Tim Story (2014)
- Sin City - Una donna per cui uccidere (Sin City: A Dame to Kill For), regia di Robert Rodríguez e Frank Miller (2014)
- Sniper 5 - Fino all'ultimo colpo (Sniper: Legacy), regia di Don Michael Paul (2014)
- Men, Women & Children, regia di Jason Reitman (2014)
- Experimenter, regia di Michael Almereyda (2015)
- Ted 2, regia di Seth MacFarlane (2015)
- Anime gemelle (Baby, Baby, Baby), regia di Brian Klugman (2015)
- Jarhead 3 - Sotto assedio (Jarhead 3: The Siege), regia di William Kaufman (2016)
- Ricomincio da nudo (Naked), regia di Michael Tiddes (2017)
- La torre nera (The Dark Tower), regia di Nikolaj Arcel (2017)
- Botte da prof. (Fist Fight), regia di Richie Keen (2017)
- Kodachrome, regia di Mark Raso (2017)
- Atto di fede (Breakthrough), regia di Roxann Dawson (2019)
- Secret Obsession, regia di Peter Sullivan - originale Netflix (2019)
- Non si scherza col fuoco (Playing with Fire), regia di Andy Fickman (2019)
- Summer Camp, regia di Castilel Landon (2024)

### Televisione
- L'incredibile Michael (Now and Again) - serie TV, 22 episodi (1999-2000)
- 24 - serie TV, 79 episodi (2001-2006)
- Empire - miniserie TV (2005)
- The Unit - serie TV, 69 episodi (2006-2009)
- Backstrom - serie TV (2015)
- Reverie - serie TV (2018)
- Lucifer - serie TV, 5 episodi (2020-2021)

### Doppiatore
- Sinbad - La leggenda dei sette mari (Sinbad: Legend of the Seven Seas), regia di Tim Johnson e Patrick Gilmore (2003)
- Kung Fu Panda 2, regia di Jennifer Yuh Nelson (2011)
- Ralph Spaccatutto (Wreck-It Ralph), regia di Rich Moore (2012)
- Mr. Peabody e Sherman (Mr. Peabody & Sherman), regia di Rob Minkoff (2014)
- Cip & Ciop agenti speciali (Chip 'n Dale: Rescue Rangers), regia di Akiva Schaffer (2022)

## Doppiatori italiani
Nelle versioni in italiano delle opere in cui ha recitato, Dennis Haysbert è stato doppiato da:
- Alessandro Rossi in Navy Seals - Pagati per morire, Due sconosciuti, un destino, Il tredicesimo piano, Destini incrociati, Sin City - Una donna per cui uccidere, Backstrom, Valerie
- Stefano Mondini in Heat - La sfida, Botte da prof., Non si scherza col fuoco, Flamin' Hot, Love & Basketball
- Massimo Corvo in Donne - Waiting to Exhale, Amanda, L'incredibile Michael, Diamonds, The Unit, No Exit
- Paolo Buglioni in Major League - La rivincita, La guerra dei sessi - Think Like a Man Too
- Francesco Pannofino in Lontano dal paradiso, Jarhead, Experimenter
- Pierluigi Astore in Blue Bloods, Sniper - Missione non autorizzata, Sniper: G.R.I.T. Squadra globale risposta e intelligence
- Pino Insegno ne Il colore della libertà - Goodbye Bafana, Ricomincio da nudo
- Diego Reggente in K-9000, 24
- Natale Ciravolo in Sniper 5 - Fino all'ultimo colpo, Sniper - Nemico fantasma
- Dario Oppido in Kodachrome, Lucifer
- Eugenio Marinelli in Top Secret
- Renzo Stacchi in Major League - La squadra più scassata della lega
- Roberto Draghetti in Breach - L'infiltrato
- Gianluca Tusco in Men, Women & Children
- Michele Gammino in Sniper: Legacy
- Franco Zucca in Atto di fede
- Marco Balbi in Secret Obsession
- Stefano De Sando in Dear White People
- Pietro Ubaldi in Jarhead 3 - Sotto assedio
- Ennio Coltorti in Empire
- Wladimiro Grana in Potere assoluto
- Mario Bombardieri in Ted 2
- Alessandro Ballico in Anime gemelle
- Ivo De Palma in Benvenuti nella giungla
- Saverio Indrio in Brooklyn Nine-Nine
- Angelo Nicotra ne La torre nera
- Fabrizio Pucci in Summer Camp
- Simone Mori in Surveillance
- Luca Ward in Dead Rising: Endgame
- Roberto Pedicini in Paul T. Goldman
- Marco Mete in Lost & Found in Cleveland

Da doppiatore è sostituito da:
- Alessandro Rossi in Sinbad - La leggenda dei sette mari, Ralph Spaccatutto
- Francesco Pannofino in Kung Fu Panda 2, Kung Fu Panda - I segreti dei maestri
- Stefano Mondini in Mr. Peabody & Sherman, Cip & Ciop agenti speciali
- Gerolamo Alchieri in Tom Clancy's Splinter Cell: Pandora Tomorrow
- Claudio Moneta in Batman - Cavaliere della notte
- Giovanni Battezzato in 24: The Game
- Natale Ciravolo in Sniper - Nemico fantasma
- Fabrizio De Flaviis in Masters of the Universe: Revelation